# Lene Demsitz
Lene Stockholm Demsitz (Humlebæk) (Jørgensen), född 8 mars 1959 i Rønde på Jylland, är en dansk före detta friidrottare med meriter på nationell elitnivå i kortdistanslöpning, längdhopp och höjdhopp. I inledningen av sin friidrottskarriär tävlade hon först för Hundested AF och sedan för Københavns IF, men under huvuddelen av karriären representerade hon Sparta Atletik.
Demsitz vann åtskilliga danska mästerskap, inne och ute, i framför allt längdhopp, men även i höjdhopp och sprint. Sina främsta placeringar vid internationella mästerskap nådde hon i längdhopp, med en fjärdeplats vid inne-VM i Paris 1985 och en sjätteplats vid inne-EM i Grenoble 1981. Vid OS i Seoul 1988 kom hon på tolfte plats.

## Personliga rekord
- Längdhopp: 6,58 meter (Rom, 3 september 1987)
- 60 meter, inomhus: 7,40 sekunder (10 januari 1988, 27 februari 1988), gällande danskt rekord (maj 2009)
- 60 meter häck, inomhus: 8,42 sekunder (2 februari 1986), gällande danskt rekord (maj 2009)